# WTA-toernooi van Florence
Het WTA-toernooi van Florence is een jaarlijks terugkerend tennistoernooi voor vrouwen dat wordt georganiseerd in de Italiaanse stad Florence. De officiële naam van het toernooi is Firenze Ladies Open.
De WTA organiseert het toernooi, dat in de categorie "WTA 125" valt en wordt gespeeld op gravelbanen.
De eerste editie van het toernooi vond plaats in 2023 en werd gewonnen door de Italiaanse Jasmine Paolini.

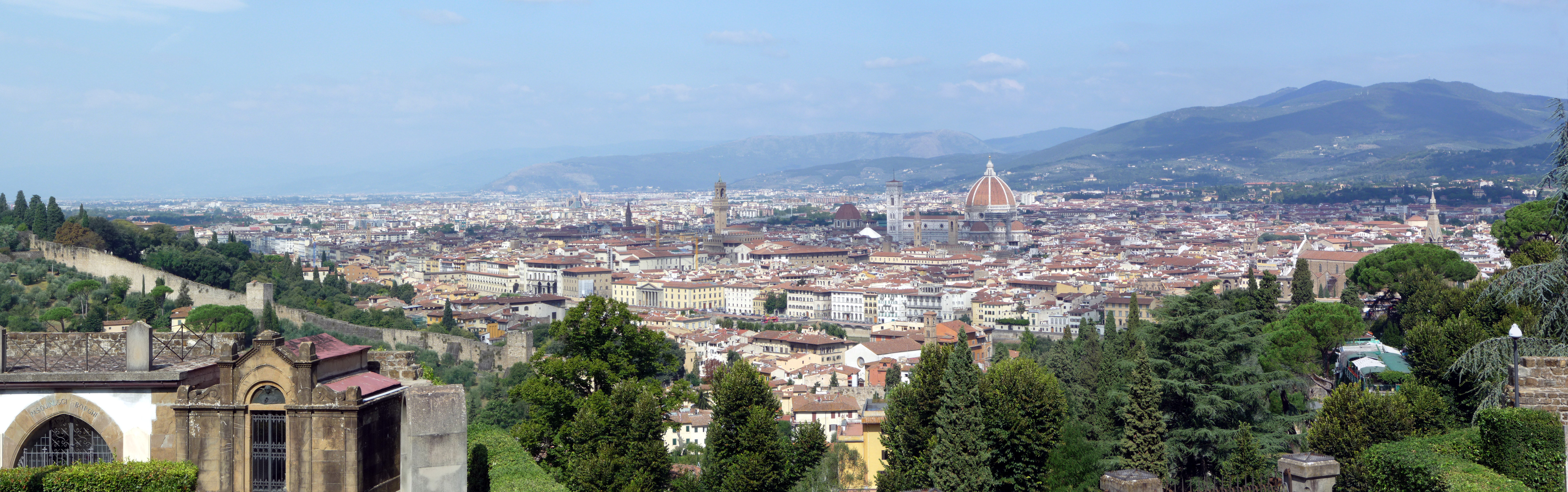
Aanzicht van Florence

## Finales

### Enkelspel
| Datum      | Naam                | Cat.    | ($)     | Ondergrond     | Winnares        | Verliezend finaliste | Uitslag  |         |
| ---------- | ------------------- | ------- | ------- | -------------- | --------------- | -------------------- | -------- | ------- |
| 2023-05-15 | Firenze Ladies Open | WTA 125 | 115.000 | gravel, buiten | Jasmine Paolini | Taylor Townsend      | 6-3, 7-5 | details |

### Dubbelspel
| Datum      | Naam                | Cat.    | ($)     | Ondergrond     | Winnaressen               | Verliezend finalistes        | Uitslag          |         |
| ---------- | ------------------- | ------- | ------- | -------------- | ------------------------- | ---------------------------- | ---------------- | ------- |
| 2023-05-15 | Firenze Ladies Open | WTA 125 | 115.000 | gravel, buiten | Vivian Heisen Ingrid Neel | Asia Muhammad Giuliana Olmos | 1-6, 6-2, [10-8] | details |